# 합덕중학교
합덕중학교(合德中學校)는 대한민국 충청남도 당진시 합덕읍 소소리에 있는 공립 중학교이다.

## 학교 연혁
- 1946년 9월 21일 : 합덕 공립 중학교 설립인가
- 1946년 11월 11일 : 합덕 공립 중학교 개교 (2학급)
- 1969년 4월 21일 : 합덕여중, 고 분리 및 합덕 농고 통합
- 1998년 2월 9일 : 중학교 학급인가(특수학급 1학급) (8학급)
- 2021년 9월 1일 : 제26대 김영화 교장 취임(공모)
- 2025년 1월 10일 : 제77회 졸업식 (25명)(총 : 13,944명)
- 2025년 3월 4일 : 2025학년도 입학식(24명)

## 참고 자료
- 합덕중학교 - 한국교육학술정보원 학교알리미